# Julia (1979)
Julia é uma telenovela mexicana, produzida pela Televisa e exibida em 1979 pelo El Canal de las Estrellas.

## Elenco
- Lupita Ferrer
- Pedro Armendáriz Jr.
- Víctor Junco
- Miguel Manzano